# Бырзаков, Серафим
Серафим Иванов Бырзаков (болг. Серафим Иванов Бързаков; род. 22 июля 1975, Коларово, Благоевградская область) — болгарский борец вольного стиля и тренер. Серебряный призёр летних Олимпийских игр 2000 года в Сиднее, двукратный чемпион мира и четырёхкратный чемпион Европы.

### Тренерская карьера
По окончании спортивной карьеры перешёл на тренерскую работу. Является главным тренером женской сборной Болгарии по борьбе. В 2015 году Федерацией борьбы Болгарии (БФБ) был признан лучшим тренером сезона.
В 2019 году новый спортивный зал имени Серафима Бурзакова открыл свои двери в городе Петрич.